# استان کرویه
استان کرویه (به آلبانیایی: Rrethi i Krujës) نام یکی از استان‌های سی‌وشش‌گانه کشور آلبانی است.